# Mauro Zuliani
Mauro Carlo Zuliani (ur. 23 lipca 1959 w Mediolanie) – włoski lekkoatleta (sprinter), medalista olimpijski z 1980.
Zdobył brązowy medal w sztafecie 4 × 400 metrów, która biegła w składzie: Stefano Malinverni, Zuliani, Roberto Tozzi i Pietro Mennea na igrzyskach olimpijskich w 1980 w Moskwie. Startował na tych igrzyskach również w biegu na 400 metrów, w którym odpadł w półfinale. Zajął 2. miejsce w biegu na 400 metrów podczas Pucharu Świata w 1981 w Rzymie, za Amerykaninem Cliffem Wileyem. Poprawił wówczas czasem 45,26 swój własny rekord Włoch, który przetrwał do 2006. Na mistrzostwach Europy w 1982 w Atenach odpadł w półfinale tej konkurencji, a włoska sztafeta 4 × 400 metrów w składzie: Mennea, Tozzi, Roberto Ribaud i Zuliani zajęła 6. miejsce. Zajął 5. miejsce w sztafecie 4 × 400 metrów (w składzie: Malinverni, Donato Sabia, Zuliani i Ribaud) na mistrzostwach świata w 1983 w Helsinkach. Zdobył srebrny medal w tej konkurencji na igrzyskach śródziemnomorskich w 1983 w Casablance.
Na igrzyskach olimpijskich w 1984 w Los Angeles wystąpił w eliminacyjnym biegu 4 × 400 metrów. Nie było go w składzie włoskiej sztafety w biegu finałowym, w którym zajęła 5. miejsce. Odpadł w eliminacjach biegu na 400 metrów podczas mistrzostw Europy w 1986 w Stuttgarcie, a sztafeta 4 × 400 metrów w składzie: Giovanni Bongiorni, Zuliani, Vito Petrella i Ribaud zajęła 4. miejsce i ustanowiła wynikiem 3:01,37 aktualny do tej pory (lipiec 2019) rekord Włoch. Zuliani zajął 6. miejsce w biegu na 400 metrów na halowych mistrzostwach Europy w 1987 w Liévin oraz odpadł w półfinale tej konkurencji na halowych mistrzostwach świata w 1987 w Indianapolis.
Był mistrzem Włoch w biegu na 100 metrów w 1979 oraz w biegu na 400 metrów w 1981, 1982 i 1985, a także w sztafecie 4 × 400 metrów w 1980, 1986 i 1989.
Rekordy życiowe Zulianiego:
| Konkurencja        | Data i miejsce           | Wynik |
| ------------------ | ------------------------ | ----- |
| bieg na 200 metrów | 11 sierpnia 1979, Formia | 20,72 |
| bieg na 400 metrów | 5 września 1981, Rzym    | 45,26 |